# Margarete von der Pfalz

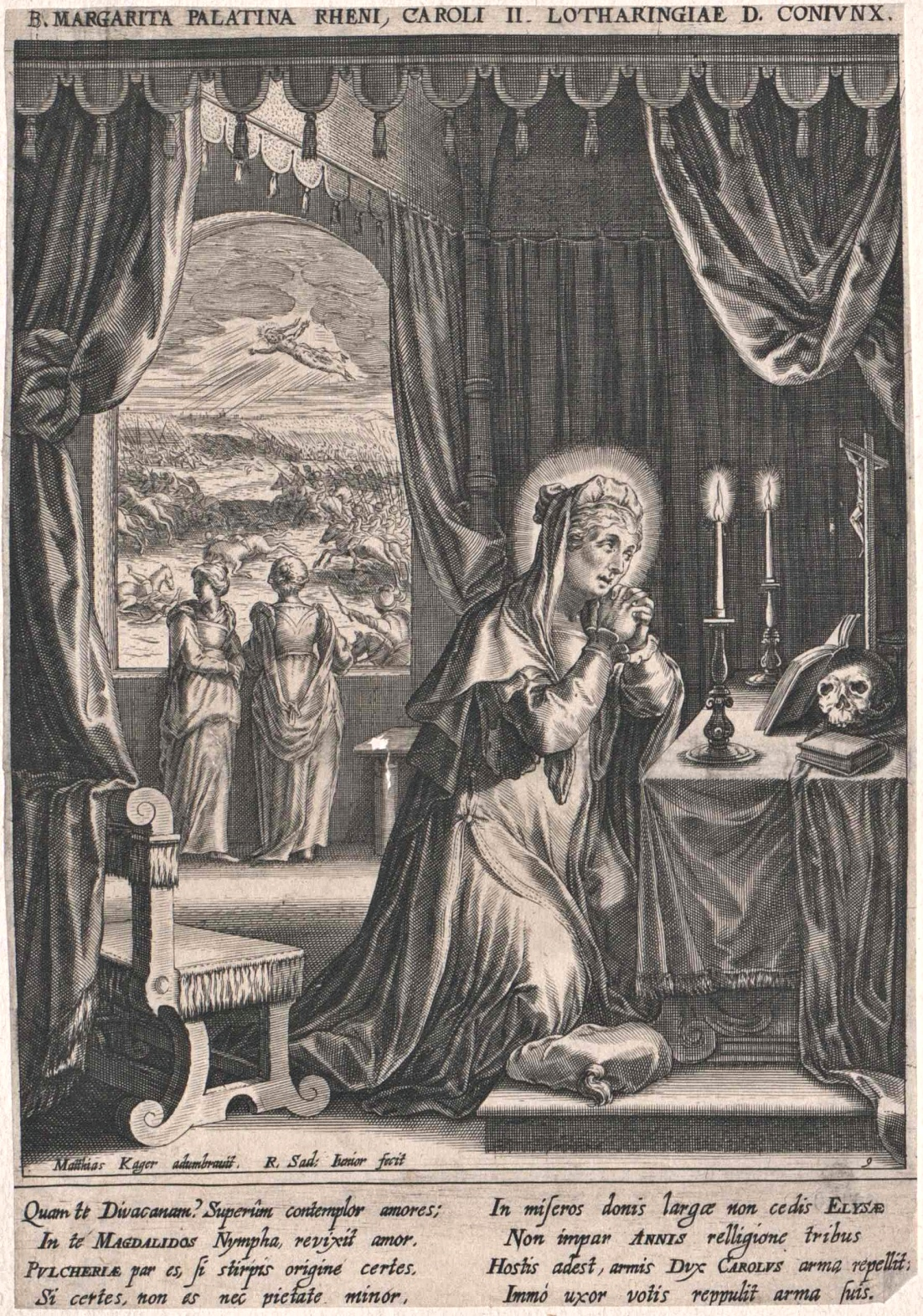
Margarete von der Pfalz, Herzogin von Lothringen (Stich, um 1600)

Margarete von der Pfalz (* 1376; † 26. August 1434 in Einville-au-Jard (heute im Département Meurthe-et-Moselle, Nordost-Frankreich)) war von 1393 bis 1431 Herzogin von Lothringen. Sie führte ein sehr frommes und karitatives Leben in der Nachfolge der Elisabeth von Thüringen, wurde jedoch, obwohl öfters gewünscht, von der katholischen Kirche nicht seliggesprochen.

## Herkunft und Jugend
Margarete von der Pfalz war die älteste Tochter und das zweite von neun Kindern des aus der Dynastie der Wittelsbacher stammenden Kurfürsten der Pfalz und nachmaligen römisch-deutschen Königs Ruprecht und seiner Gattin, der Burggräfin Elisabeth von Nürnberg.
Über Margaretes Jugendzeit ist wenig bekannt. Sie dürfte jedenfalls in Heidelberg standesgemäß erzogen worden sein.

## Herzogin von Lothringen
Am 6. Februar 1393 fand in Kaiserslautern die Hochzeit der 16-jährigen Margarete mit dem zwölf Jahre älteren Herzog Karl II. dem Kühnen von Lothringen statt. Da das Ehepaar eng miteinander verwandt war, erteilte der Papst auf Ansuchen von Margaretes Vater die Dispens für ihre Verbindung.
Das lothringische Herzogspaar bekam außer den beiden jung verstorbenen Söhnen Ludwig und Rudolf zwei das heiratsfähige Alter erreichende Töchter:
- Isabella (* um 1400; † 1453), ⚭ René d’Anjou, seit 1431 Herzog von Lothringen
- Katharina (* 1407; † 1439), ⚭ Markgraf Jakob I. von Baden

Am 20. August 1400 wählten die deutschen Kurfürsten König Wenzel ab und inthronisierten an seiner Stelle Margaretes Vater als König Ruprecht I. Als dieser 1401/02 nach Italien zog, wo er – allerdings vergeblich – seine Kaiserkrönung in Rom anstrebte, unterstützte Karl II. von Lothringen ihn in diesem Fall wie generell in seinem Kampf um den Königsthron tatkräftig. Umgekehrt half Ruprecht I. seinem Schwiegersohn gegen die französische Krone und die Dynastie Orléans. Wenn Karl II. – etwa während Kriegseinsätzen – von seinem Herzogtum abwesend war, übernahm anfangs Margarete als seine Stellvertreterin die Herrschaft. In späterer Zeit trat sie politisch weniger hervor.
Relativ früh praktizierte Margarete eine sehr religiöse, asketische Lebensführung mit Bußübungen. Bestärkt wurde sie darin vom Kartäuser Adolf von Essen, den sie nach 1403 bei einem ihrer zahlreichen Besuche in der lothringischen Gemeinde Sierck kennengelernt hatte und der ihr Beichtvater wurde. Ihr Gemahl teilte indessen keineswegs ihre frommen Neigungen und hatte diverse außereheliche Affären. Als Jolanthe von Aragón, die Mutter René d’Anjous, den lothringischen Herzog von seinem Bündnis mit Herzog Johann Ohnefurcht lösen und seine Annäherung an ihr Haus und den Dauphin Karl (VII.) herbeiführen wollte, nützte sie seine sinnliche Leidenschaft aus. Margarete, die mit Johann Ohnefurcht verwandt war, wollte nämlich unbedingt, dass ihr Gatte an seiner burgundischen Allianz festhielt. Jolanthe arrangierte 1415 die Bekanntschaft Karls II. mit einer in den Künsten der Erotik wohl bewanderten jungen Frau einfacher Herkunft, Alison du May, die ihn bald völlig für sich einnehmen konnte. Er lebte offen mit seiner Mätresse und hatte mit ihr fünf Kinder, während Margarete vergeblich an seine eheliche Treuepflicht appellierte. Alison du May trug dazu bei, dass Karl II. seine Erbtochter Isabella 1420 mit René d’Anjou verheiratete und somit das von Jolanthe gewünschte Bündnis der Häuser Anjou und Lothringen realisiert wurde.
Unterdessen ließ Margarete das in der Nähe von Sierck gelegene Zisterzienserinnenkloster Marienfloss 1415 in ein Kartäuserkloster umwandeln. Diesem stand ihr geistlicher Führer Adolf von Essen als Abt vor. Er übersetzte für die Herzogin die Rosenkranzgebete seines Schülers Dominikus von Preußen und schrieb für sie mehrere erbauliche Werke, u. a. De commendatione Rosarii. 1435, nach dem Tod der Herzogin, berichtete er über ihr tugendhaftes Wirken in dem Werk Vita sanctae memoriae D. Margaretae Ducissae Lotharingiae.
Seit 1419 lebte die lothringische Herzogin fast ausschließlich in Sierck und stiftete dort ein Hospital. Sie betreute persönlich die Kranken, verband ihre Wunden und spendete ihnen geistlichen Beistand. Armen Leuten wusch sie die Füße. Sie stand auch hinter dem Vorhaben der 1807 heiliggesprochenen Klarissin Colette von Corbie, in Nancy ein Kloster zu errichten.

## Witwenzeit und Tod
Als Karl II. von Lothringen am 25. Jänner 1431 starb, zog sich Margarete nach Einville-au-Jard zurück. Die Herrschaft im Herzogtum übernahm nun ihr Schwiegersohn René d’Anjou. Doch ein Neffe des verstorbenen Herzogs, Anton von Vaudemont, erhob Anspruch auf den lothringischen Thron und bekämpfte mit burgundischer Hilfe René d’Anjou, der im Juli 1431 in Gefangenschaft geriet. Bei den Verhandlungen zu dessen Freigabe wirkte auch Margarete mit.
In Einville-au-Jard führte Margarete weiterhin einen tief religiösen Lebenswandel mit Ausübung karitativer Werke und gründete ein zweites Hospital. Gut drei Jahre nach dem Tod ihres Gatten starb sie 1434 im Alter von 58 Jahren als eine im Rufe der Heiligkeit stehende und von ihren Untertanen äußerst geschätzte Fürstin. Ihr Leichnam wurde nach Nancy gebracht und dort an der Seite ihres Gatten in der Kirche Saint Georges beigesetzt, 1743 jedoch in die herzogliche, an die Kirche St-François-des-Cordeliers angebaute Kapelle überführt.